# Stadion Campeón del Siglo
Stadion Campeón del Siglo (špa. Estadio Campeón del Siglo) je nogometni stadion u Montevideu, glavnom gradu Urugvaja. Gradnja stadiona započela je 10. veljače 2014. godine, te je završena početkom 2016. godine. Stadion je svečano otvoren 28. ožujka 2016., a ukupna cijena izgradnje stadiona iznosila oko 40 milijuna američkih dolara. Izgrađen je prema nacrtima arhitekta Luisa Rodrigueza Tellada, a zauzima površinu od 30.000 četvronih metara.
Stadion ima 4 navijačka sektora, na koje se može ući preko 17 ulaza: 13 za navijače i 4 za luksuznu (VIP) ložu. Kapacitet stadiona iznosi 40.000 sjedećih mjesta.
Nogometni klub C.A. Peñarol koristi stadion za svoje domaće utakmice i susrete u Prvoj urugvajskoj nogometnoj ligi. Za potrebe Lige, kapacitet stadiona se može povećati na 43.000 mjesta.